# هنریک ساموئل نوبری
هنریک ساموئل نیبَرْیْ (به سوئدی: Henrik samuel Nyberg) (در متون رایج معروف به: هنریک سموئل نیبرگ) (زاده ۲۸ دسامبر ۱۸۸۹- مرگ ۹ فوریه ۱۹۷۴) خاورشناس و ایران‌شناس سوئدی بود. تمرکز او بیشتر بر روی زبان پهلوی و نیز دین‌های ایران باستان به ویژه مزدیسنا بود. نام وی در متن‌های فارسی به صورت نیبرگ و نوبرگ هم آمده‌است.

## زندگی‌نامه
نیبرگ در دسامبر ۱۸۸۹ در جنگل‌های برگس‌لاگن زاده شد. از میان نه خواهر و برادر، دومین فرزند خانواده بود. پدرش، کشیش کمکی کلیسا، مردی حساس و بافرهنگ بود که تربیتی کلاسیک داشت و به شدت از اندیشه‌های کی‌یرکگور و درام‌های ایبسن تأثیر پذیرفته بود. او یک مسیحی مؤمن بود.
خانوادهٔ پدری او از معدنچیان فالون و خانوادهٔ مادری‌اش از روستاییان ثروتمند وستمانلاند بودند. پدرش به سرگیجهٔ منی‌یر دچار شده بود و در نتیجه، ناگزیر شده بود سراسر عمر را در حاشیهٔ جنگل و دور از زندگی شهری در قرارگاه کشیشان پرسبیتری سپری کند. آموزش نیبرگ از سن پنج سالگی با پدر با تدریس زبان‌های آلمانی و لاتینی به او آغاز می‌شود. سه سال بعد، یعنی در هشت سالگی، او با پدر، خواندن کورنلیوس نپوس را به پایان می‌رساند.
کتابخانهٔ پدر محدود بود، ولی هنریک ساموئل با دو کتاب در آنجا آشنا شد که در زندگی آینده‌اش اثری به‌سزا داشت: یکی سفر به تبت نوشتهٔ هوک و گابت و دیگری گذار از خراسان و ترکستان به قلم سون هدین. در هفت سالگی، هنریک در دفترش چنین می‌نویسد: «خشایارشا پادشاه بزرگی است.»
به لطف یکی از دوستان پدرش که معلم زبان‌های کلاسیک در مرکز استان بود، هنریک توانست دیپلم متوسطه‌اش را از دبیرستان اومانیست وستراس، کهنترین و ارجمندترین دبیرستان سوئد بگیرد. راه‌یابی به زبان‌شناسی عالی را نیز، همچنانکه خود همیشه می‌گفت، وامدار همین معلم است.
وی برای تهیه پول رفتن به دانشگاه ناگزیر شد در شمال سوئد معلّم سرخانهٔ دو پسر یک کشیش بشود که چهارده سال بعد نیز با دختر او ازدواج کرد. این کشیش دکتر در الهیات، خیلی زود به استعدادهای هنریک پی برد و در تربیت وی کوشید و در فضای آکنده از موسیقی و فرهنگ این خانهٔ کشیشی در آنگرمانلاند و در کتابخانهٔ غنی این خانه بود که هنریک ذوق ادبی‌اش را پرورش داد.
با پادرمیانی اسقف اعظم اوپسالا در سال ۱۹۰۸ توانست تنها برای یک دورهٔ شش‌ماهه در دانشگاه این شهر نام‌نویسی کند. آینده‌اش در دانشگاه ناپایدار می‌نمود، ولی در اندک مدتی چندین وام و بورس تحصیلی برایش تأمین شد و تحصیلاتش او را به نخستین امتحانات دانشگاهی رهنمون گردید. رشته‌ای که بیش از همه او را به خود فراخواند زبان‌شناسی شرقی و کلاسیک بود. سانسکریت و دستور زبان مقایسه‌ای را نزد ک.ف. یوهانسون، زبان لاتینی را-که آموزش آن اجباری بود-نزد پرسون و زبان یونانی را نزد اُ.آ. دانیلسون آموخت. هر سه استاد از زبان‌شناسان برجسته بودند که در بیرون از سوئد نیز نامدار بودند. آموزش زبان عربی را نیز بلافاصله پیش یک عربی‌دان بزرگ به‌نام ک.و. زترشتاین آغاز کرد. تحصیلات عبرانی و تورانی نیز جدی بود. سپس به آموزش زبان‌های آرامی، سریانی، ترکی، فارسی، حبشی و جز اینها پرداخت.
پس از دیدار با تور آندره، که پنج سال از خودش بزرگتر بود، علاقه‌اش به اسلام ژرف‌تر شد. آندره یزدان‌شناس و عرب‌شناس بود و داشت رسالهٔ دکترایش را راجع به محمد، پیامبر اسلام، می‌نوشت. دو دوست در سخن‌رانی‌های ایگناز گلدزیهر، که در سال ۱۹۱۳ به اوپسالا آمد، شرکت کردند. این سخن‌رانی‌ها مطالعات آن‌ها را بیش از پیش به سوی پژوهش‌های اسلامی کشاند. در این میان از دلگرمی‌های ناتان سودربلوم، اسقف آینده سوئد و بنیانگذار دانش ادیان سوئدی نیز برخوردار شدند که رسالهٔ دکترایش را در پاریس راجع به موضوعی در زمینهٔ آیین مزدایی به زبان فرانسه و زیر نظر آنتوان مه‌یه به پایان رسانده بود.
نیبرگ در سال ۱۹۱۲ از دانشگاه «اوپسالا» به دریافت درجه لیسانس نائل شد و در سال ۱۹۲۰ به سمت استادیاری رسید وی همچنین در سال‌های ۱۹۵۶–۱۹۳۱ تصدی کرسی زبان سامی آن دانشگاه را به عهده داشت. نیبرگ در سال ۱۹۴۱؛ استاد افتخاری الهیات دانشگاه اوپسالا شد و نیز از سال ۱۹۴۴ تا ۱۹۵۸ ریاست «انجمن آدمیت سوئدی» را عهده‌دار بود.
او که دانش‌آموختهٔ دانشگاه اوپسالا بود، میان سال‌های ۱۹۳۱ تا ۱۹۵۶ رئیس کرسی زبان‌های سامی این دانشگاه بود. همچنین در ۱۹۴۱ استاد افتخاری الهیات گردید. وی یکی از هجده عضو آکادمی ملی سوئد بود.
نیبرگ؛ یکی از هیجده نفر اعضای آکادمی سوئد بود و در زمان حیات ضمن بررسی‌های فرهنگی خود؛ عضویت بسیاری از انجمن‌های علمی و تحقیقی سوئدی و خارجی رابه عهده داشت.
نیبرگ زبان‌های عبری، عربی و آرامی را به خوبی می‌دانست. او هشت بار به ایران سفر کرده‌بود.
درگذشت او روز ۹ فوریه ۱۹۷۴ مطابق با بیستم بهمن‌ماه ۵۲ اتفاق افتاد. او به هنگام مرگ هشتاد و چهار سال داشت و تنها می‌زیست، زیرا همسرش مدت‌ها پیش از او در گذشته بود.

## فعالیت‌ها
کار وی بیشتر درزمینه پژوهش در زبان پهلوی و متون مربوط به ادیان ایران باستان به ویژه آئین زرتشت بود و زمینه تحقیقاتش؛ ریشه‌شناسی واژه‌ها و رفع اشکالات متون فلسفی پهلوی بود؛ وی همچنین برای روشن نمودن آداب و سنت‌های آئین ایرانیان؛ پژوهش‌های ارزشمندی کرده‌است که طی سلسله مقالاتی در مجله «ژورنال آندرانیک» و دیگر مجلات فلسفی ایران‌شناسی منتشر شده‌است.
نیبرگ ابتدا کارش را با خاورشناسی آغاز کرد و در زبان‌های سامی (عربی؛ عبری و آرامی) تخصص گرفت. هنگامی که کاملاً به زبان عربی مسلط شد به فلسفه دین اسلام روی آورد و در این زمینه نیز مطالبی نگاشته و منتشر کرد. وی پس از فلسفه اسلام به مطالعه دربارهٔ ایران پرداخت و پس از پژوهشی که روی زبان‌های گوناگون ایرانی به عمل آورد زبان پهلوی را مأخذ کار خویش قرار داد و نخستین راهنمای پهلوی را به طریق علمی دقیق؛ در دو جلد به سال‌های ۱۹۲۸ و ۱۹۳۱ منتشر کرد. جلد اول این کتاب شامل نمونه‌هایی از متون پهلوی است و جلد دوم حاوی واژه‌نامه؛ توضیحات و دستور است.
زمانی که نیبرگ در دانشگاه «اوپسالا» تدریس می‌کرد؛ کارش منحصر به زبان‌های کهن و مطالعات سامی و ادیان ایران باستان به‌ویژه آیین زرتشت و به‌ویژه آیین زرتشت ساسانی بود. در مکتب نیبرگ شاگردان زیادی تربیت شده‌اند که نامی‌تر از همه گئوویدن گرن است که به جای وی نیز تدریس می‌کرد.
نیبرگ کتاب جامعی در سال ۱۹۳۷ به زبان سوئدی در باب ادیان ایران باستان نوشت و همان زمان توسط هانس هنگری شیدر که استاد «هنیگ» ایران‌شناس معروف بود به زبان آلمانی ترجمه شد. دراین کتاب نیبرگ به باورهای زرتشت و به‌ویژه عرفان که در گاتاهای زرتشت است توجه مخصوصی داشته‌است. این کتاب توسط شدر Schaeder به آلمانی ترجمه شده‌است. این کتاب را هنینگ مورد انتقاد قرار می‌دهد و انتقادات خود را در کتابی به نام «زرتشت» منتشر می‌کند.
زمانی که نیبرگ به ۶۰ سالگی رسید؛ در سوئد جشن بزرگداشت مفصلی به افتخارش برپا کردند. هنریک ساموئل نوبری در طول عمر هشتاد و چهار ساله خود هشت بار به ایران سفر کرد که طی یکی از این سفرها در کنگره ایران‌شناسان شرکت نمود.

## اثرها
- متون پهلوی از آوردمان، ۱۹۲۴
- متون کتاب الفتح والرد ابن راوندی، ۱۹۲۵
- کتاب راهنمای پهلوی در دو جلد؛ ۱۹۲۸–۱۹۳۱
- مسائل علم تکوین و جهان‌شناسی مزدایی؛ ۱۹۲۹–۱۹۳۱
- رساله‌ای دربارهٔ تقویم مزدایی؛ ۱۹۳۴
- ادیان ایران